# Ден Меллой
Деннел Патрік «Ден» Меллой (англ. Dannel Patrick «Dan» Malloy; нар. 21 липня 1955, Стемфорд, Коннектикут) — американський політик-демократ, губернатор штату Коннектикут з 2011 до 2019 року.
Після закінчення школи Меллой отримав освіту у Бостонському коледжі. Після складання іспиту на адвоката він з 1980 до 1984 року працював помічником окружного прокурора у Брукліні, Нью-Йорк. Згодом, у 1984–1995 роках, він був партнером у стемфордській юридичній фірмі Abate and Fox. З 1983 до 1994 року Меллой був членом фінансової ради Стемфорда.
З 1995 до 2009 року був мером Стемфорда. 2010 виграв губернаторські вибори, переобраний у 2014 року, обіймав посаду до 2019 року.
1982 року він одружився з Кеті Меллой, у пари є троє дітей.